# Pietro Lanza di Scordia e Butera
Pietro Emanuele Lanza Branciforte, principe di Trabia, detto Pietro Lanza di Scordia (Palermo, 19 agosto 1807 – Parigi, 27 giugno 1855), è stato un nobile, politico e storico italiano.

## Biografia

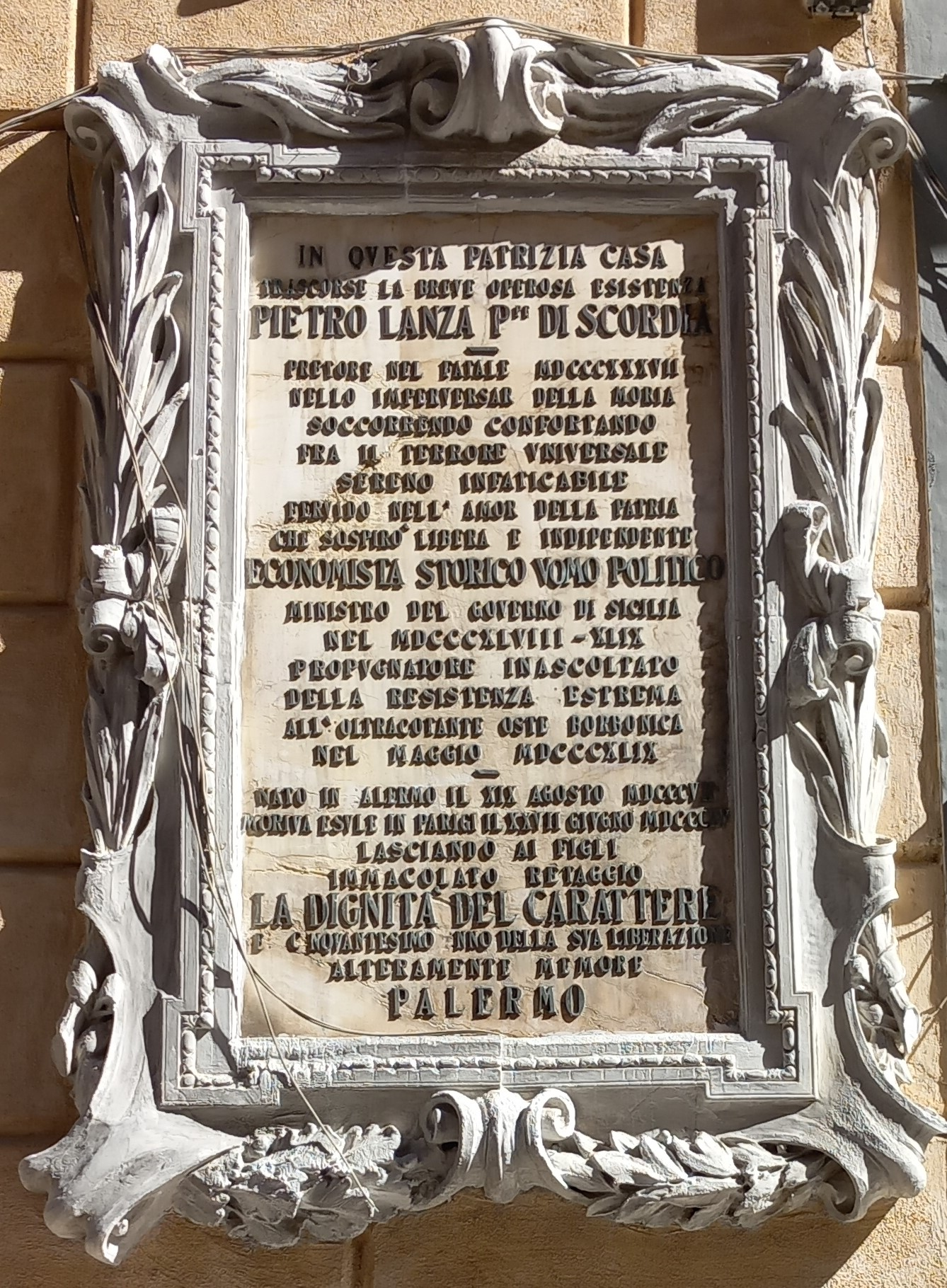
Lapide commemorativa in memoria di Pietro Lanza P.pe di Scordia a Palermo

Nacque a Palermo il 19 agosto 1807, da Giuseppe, VIII principe di Trabia (1780-1855), e dalla di lui consorte la nobildonna Stefania Branciforte e Branciforte, XIV principessa di Butera (1788-1843), di cui era il primo di sei figli. Nel 1843, succedette alla madre nei titoli ereditati dai Branciforte, a cominciare da quello di Principe di Butera.
Studiò storia ed economia politica. Si occupò di storia siciliana e in particolare del dominio degli Svevi e degli Arabi. Ricoprì al contempo la carica pretore di Palermo dal 1835 al 1837, periodo in cui nella città siciliana imperversò l'epidemia di colera, e si distinse nell'apprestare le opere di assistenza, ma gli fu a torto rimproverato di non aver speso bene il pubblico denaro, sicché, di ritorno da un viaggio compiuto all'estero nel 1838, che gli aveva dato modo di conoscere Adolphe Thiers e di ascoltare le lezioni di Pellegrino Rossi alla Sorbona, fu esonerato dalla massima carica municipale. Continuò peraltro a occuparsi di studi, alternandoli con la propaganda per l'attuazione di opere di pubblica utilità (asili d'infanzia, strade, navigazione mercantile). Nel 1839, divenne socio dell'Accademia delle scienze di Torino. In quel periodo pubblicò il saggio Dello spirito di associazione nella Inghilterra in particolare (1842), che dedicò al Thiers e che è giudicato il suo lavoro migliore.
Il Lanza aderì alla rivoluzione siciliana del 1848, e ricoprì le cariche di presidente del Comitato per l'amministrazione civile del Regno di Sicilia che si staccò dal regno borbonico, di membro della Camera dei Pari (come Principe di Butera, primo "pari" del regno), di ministro dell'Istruzione e dei Lavori Pubblici nel primo ministero costituzionale, di nuovo pretore di Palermo, e da febbraio 1849 presidente del Consiglio e ministro degli Esteri. Dopo la restaurazione borbonica e il ricongiungimento dell'isola al Regno delle Due Sicilie, nel 1849 esiliò dapprima in Francia e poi a Genova, dove fece parte dell'Accademia di Filosofia Italiana fondata Terenzio Mamiani.
Da Genova si allontanava per frequenti viaggi a Torino e all'estero, e in uno di essi, a Parigi, morì il 27 giugno 1855. La salma fu trasportata a Palermo nel 1861.

### Matrimoni e discendenza
Pietro Lanza Branciforte, IX principe di Trabia, sposò nel 1832 la nobildonna napoletana Eleonora Spinelli Caracciolo, principessa di Scalea e duchessa di Misuraca, figlia di Francesco, principe di Scalea, ed ultima discendente del suo casato che gli portò in dote tutti i suoi titoli e beni di cui fu erede. Da questa unione nacquero i seguenti figli:
- Giuseppe, X principe di Trabia (1833-1868), che sposò la nobildonna fiorentina Sofia Galeotti, da cui ebbe tre figli;
- Francesco, I principe Lanza di Scalea (1834-1919), che sposò la nobildonna Rosa Mastrogiovanni Tasca Branciforte dei Conti d'Almerita, da cui ebbe sei figli;
- Corrado (1839-1913), che sposò Rosa Lopez, da cui ebbe due figli;
- Blasco (1840-1908 ca.), che sposò la nobildonna Teresa Notarbartolo Fardella dei Duchi di Villarosa, da cui ebbe due figli;
- Stefania (1842-1925), che fu moglie di Gaetano Monroy, principe di Belmonte, e dama di palazzo della Regina Margherita.

## Opere[2]
- Ode per l'avvenimento al trono di Ferdinando II (1831)
- Degli Arabi e del loro soggiorno in Sicilia (1832)
- Sulla dominazione degli Svevi in Sicilia (1832)
- Sull'istruzione del Popolo (1835)
- Considerazioni sulla storia di Sicilia dal 1534 al 1789 (1836)
- Cenno necrologico per D. Maddalena Caracciolo principessa Scalia, con cantico di Giuseppe Borghi (1838)
- Lezione accademica sugli asili infantili (1840)
- Cenno sulle opere pubbliche di Sicilia (1841)
- Dello spirito di associazione nell'Inghilterra in particolare (1842[5])
- Delle facoltà esecutive della municipale amministrazione
- Discorso sulla politica siciliana e straniera
- Il giornalismo straniero la diplomazia e la Sicilia.
- L'armistizio e il nostro avvenire.
- La Pena di morte di fronte alla necessità, alla giustizia.
- Dei mancati accomodamenti fra la Sicilia e Ferdinando Borbone (pubblicate postume).